# Poezje ks. Jana Twardowskiego
Poezje ks. Jana Twardowskiego – album nagrany przez zespół Tie Break i Jorgosa Skoliasa, zawierający utwory oparte na wierszach ks. Jana Twardowskiego. Utwór „Żeby móc” zespół zadedykował Zofii Bigos.

Jorgos Skolias, który przez lata śpiewał z Tie Breakiem, miał program autorski w telewizji i nas do niego zaprosił. W czasie tego programu Jorgos podłożył niektóre wiersze ks. Twardowskiego do naszej muzyki i one niesamowicie pasowały. Potem dostaliśmy informację, że ks. Jan Twardowski to oglądał i podobało mu się. Pomyśleliśmy, że można by skojarzyć jego wiersze z naszą muzyką, ponieważ są bardzo proste i piękne. Ta dziecinność przekazu będzie bardzo dobrze konweniować z naszą muzyką. Wybraliśmy wiersze, które nam się podobały.

## Lista utworów
| 1.  | „sprawiedliwość”     | 6:30    |
|     |                      |         |
| 2.  | „nie umiem”          | 6:32    |
|     |                      |         |
| 3.  | „do pani doktór”     | 4:26    |
|     |                      |         |
| 4.  | „tylko”              | 8:14    |
|     |                      |         |
| 5.  | „odszukany w cieniu” | 3:30    |
|     |                      |         |
| 6.  | „święty gapa”        | 5:25    |
|     |                      |         |
| 7.  | „amadeusz”           | 6:46    |
|     |                      |         |
| 8.  | „żeby móc”           | 5:05    |
|     |                      |         |
| 9.  | „telefon milczy”     | 4:27    |
|     |                      |         |
| 10. | „spojrzał”           | 16:06   |
|     |                      |         |
|     |                      | 1:07:01 |
|     |                      |         |

## Muzycy
- Tie Break
  - Zbugniew Uhuru Brysiak – instrumenty perkusyjne
  - Antoni Gralak – trąbka, śpiew, tuba, instrumenty klawiszowe, gitara basowa, instrumenty perkusyjne
  - Janusz Iwański – gitara, śpiew, sitar, cytra, instrumenty perkusyjne
  - Mateusz Pospieszalski – saksofon, śpiew, clb, piano fendera, instrumenty klawiszowe, instrumenty perkusyjne
  - Marcin Pospieszalski – bas, gb violin, voc, piano fendera, gitara, instrumenty perkusyjne
  - Amadeusz Majerczyk – perkusja, instrumenty perkusyjne
- Jorgos Skolias – śpiew
- Bronisław Duży – puzon
- Locko Richter – Hammond
- Lidia Pospieszalska – śpiew
- chór:
  - Zuzia i Kasia Iwańskie
  - Lidia i Iza Pospieszalskie
  - Cecylia i Maria Gralak
  - Nikodem, Marek, Mikołaj i Łukasz Pospieszalscy